# Matematička igra
Matematička igra je igra čija se pravila, strategija i rezultat mogu proučiti i objasniti matematičkim pravilima. Matematička pravila mogu potjecati iz teorije brojeva, logike ili geometrije. Da bi igra bila matematička, ne mora biti komplicirana niti izgledati "matematički", već da je zasnovana na nekoj matematičkoj teoriji.

## Pojmovi
U užem smislu, "matematička igra" podrazumijeva igru za dva ili više igrača, a pojam "matematička zagonetka" igru za jednog igrača. Kod matematičkih zagonetaka nema natjecanja među igračima, već igrač mora pronaći rješenje pod uvjetima datim u zadatku. Druga razlika je da matematičke zagonetke za rješavanje najčešće traže poznavanje matematike, dok kod matematičkih igara igrači uopće ne moraju znati matematiku. Oba pojma spadaju pod opći naziv "rekreacijska matematika".
Neke matematičke igre su objekt izučavanja rekreacijske matematike. Kod proučavanja matematičkih igara, važnija je matematička analiza od samog čina igre. Matematičari pročavaju pravila igre da uđu u njenu suštinu, da odrede dobitnu strategiju i eventualno odrede da li igra ima rješenje (stanje da se iz date pozicije, uz optimalnu igru oba igrača predvidi ishod, kao npr. kod igre "kružić i križić").

## Vrste igara
Kod ovih igara se isključuje utjecaj sreće i kod njih nema skrivenih ili nedefiniranih elemenata (npr. miješanje karata ili bacanje kockica). Neke od igara su:

### Igre na ploči
- šah
- go
- dama
- halma

### Igre olovkom i papirom
- zatvaranje kvadrata
- kružić i križić

### Druge igre
- domino
- pentomino
- šijavica
- nim
- igre sa šibicama

## Vanjske poveznice
- Web stranica www.kviskoteka.hr